# Cos d'Infanteria d'Israel
El Cos d'Infanteria de l'Exèrcit de Terra Israelià, (en hebreu: חיל הרגלים) es un cos de maniobra que principalment fa servir tropes d'Infanteria. Inclou diverses unitats regulars de servei i de reserva, i a les brigades que son comandades operativament pels comandaments regionals de les FDI. El Cos d'Infanteria es mou en el camp de batalla a peu, en jeeps, o en vehicles blindats de personal. Des del moment en què el cos és format per soldats que lluiten a peu, la major part de les armes que fa servir son armes personals o armes d'equip.

## Armament

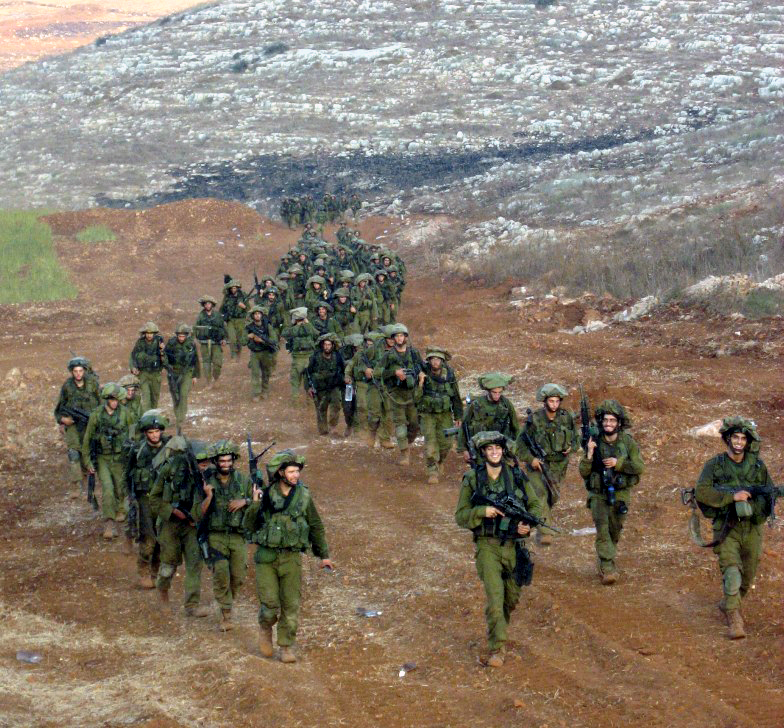
Infanteria israeliana.

L'arma personal de la major part dels soldats de les IDF és el fusell MTAR-21, i el fusell d'assalt M4. La majoria de soldats regulars que fan el servei militar en el Cos d'Infanteria estan equipats amb el rifle d'assalt MTAR-21. L'any 2005, el fusell d'assalt IMI Tavor Commando va entrar en servei operacional, i és actualment el principal rifle d'assalt del cos. Cada soldat en servei operatiu està igualment equipat amb diverses granades de mà. Les armes de companyia i d'escamot son diverses, i inclouen la metralladora IMI Negev i la metralladora FN MAG belga. Armes més pesants inclouen la metralladora Browning M2 i el llançagranades General Dynamics Mk 19. Diverses unitats també fan servir fusells de franctirador, com el Remington M24 SWS, el fusell Barrett M82, i recentment el fusell de precisió HTR Sèrie 2000.

## Míssils i coets
Per enfrontar-se amb objectius blindats, el cos va servir una amplia gamma de granades, coets, i míssils. Les unitats del cos estan equipades amb RPG's antitanc com el RPG-7 rus, el M72LAW, i el B-300 israelià. Recentment ha entrat en servei el coet anti estructures Matador, fabricat per l'empresa Rafael Advanced Defense Systems, aquesta arma va ser utilitzada amb èxit en l'operació Plom Fos. Aquestes son armes relativament barates i fàcils d'utilitzar, i són molt hàbils a l'hora d'atacar objectius blindats i edificis.
Ja que els carros de combat moderns estan ben armats, l'arma més usada contra ells son els míssils antitancs guiats, que son més cars i difícils de manipular que no pas els RPG's. El Cos d'Infanteria principalment fa servir míssils TOW i Spike.

## Vehicles

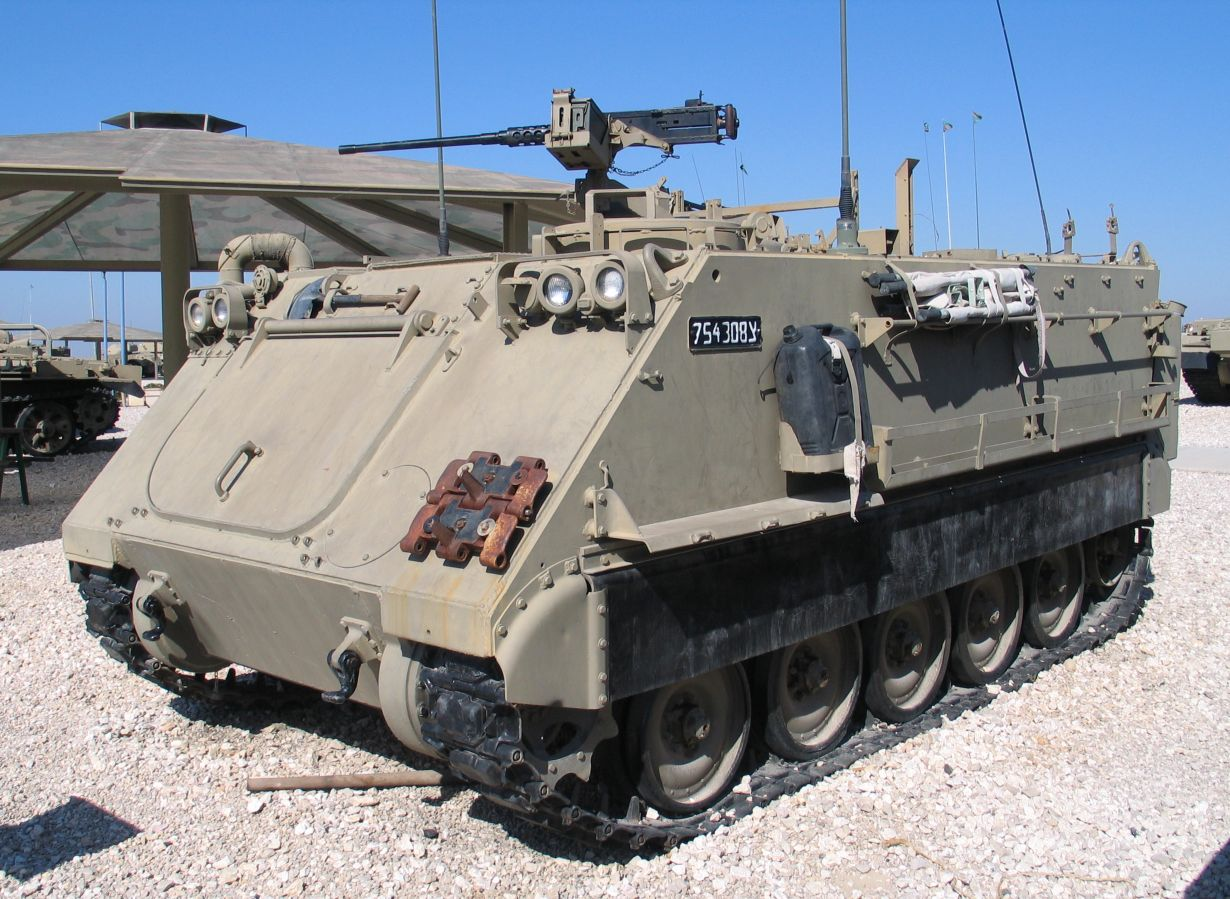
APC M113

El Cos d'Infanteria fa servir diferents vehicles per al transport, el reconeixement, la mobilitat de les tropes, i el control. Els vehicles lleugers de reconeixement son el Jeep Sufa i el Humvee. Aquests vehicles estan poc blindats, ja que s'espera d'ells velocitat i maniobrabilitat. El Humvee existeix en diverses versions, algunes relativament ben defensades, unes altres no tant. Està equipat amb una metralladora, coets, míssils antitancs, i un equip de comunicacions. Les tropes son transportades al front principalment en vehicles de transport de personal (APC).
Una part del combat te lloc en aquests vehicles, que estan equipats amb metralladores, morters, coets, i missils antitanc. El principal vehicle blindat de transport de personal (APC), és el M113, que van ser comprat als Estats Units durant els anys 70 del segle xx. Malgrat algunes millores, es considera un vehicle de transport de personal vell i vulnerable. Per tal de respondre a la demanda de vehicles més pesants, les IDF han adaptat diversos tancs vells o capturats al enemic, per tal de servir com a transports de tropes pesants, aquests vehicles son el Achzarit, el Nakpadon i el Nagmachon, que fan servir el xassís d'un tanc Centurion britànic. Alguns APC pesants eren originalment vehicles d'enginyers de combat, fets per transportar materials d'enginyeria, però degut al seu armament pesant, a vegades es fan servir per al transport de tropes a les zones hostils. Recentment, el vehicle de transport de personal Namer, un transport blindat de personal pesant, que està basat en el xassís d'un tanc Merkava, ha entrat en servei.

## Brigades regulars de servei
- La Brigada Golani (Comandament del Nord).
- La Brigada Paracaigudista (Comandament Central).
- La Brigada Nahal (Comandament Central).
- La Brigada Kfir (Comandament Central)
- La Brigada Guivati (Comandament del Sud).

## Batallons independents
- El Batalló de l'Espasa, (en hebreu: גדוד חרב Gdud Herev) un batalló drus.
- El Batalló de Reconeixement del Desert, un batalló beduí.
- El Batalló Caracal, anomenat com el felí caracal, és un batalló mixt que inclou tant homes com dones en les seves files.

## Unitats independents
- La unitat Duvdevan, que opera a Cisjordània.
- La Unitat Maglan, una unitat d'infanteria especial.
- La unitat canina Oketz. Entrenament amb gossos.